# 天祐 (唐朝)
天祐（904年闰四月—907年四月）是唐昭宗李晔开始使用的年號，天祐元年八月唐哀帝李柷即位沿用。四年四月李柷禅位于朱温，共计4年。之后河东、凤翔、淮南仍称天祐年号，碑刻中有用至天祐二十年。
南汉刘隐、南吴、晋李克用、岐李茂贞、吴越錢鏐等割据政权仍行唐天祐年号。
南吴太祖楊行密从904年开始用唐昭宗天祐年号。天祐二年（905年）十一月南吳烈宗楊渥即位继续沿用，天祐五年（908年）五月南吴高祖杨隆演即位继续沿用到919年。
晉王李克用原奉天復年號，從907年開始用唐昭宗天祐年號。
吴越太祖錢鏐907年五月用该年号。
岐王李茂贞原奉唐天復年號，至天復二十二年（922年）改用天祐年號，稱天祐十九年。
《遼史·地理志》記載契丹耶律阿保機於天祐十三年改元神冊元年，當是沿用唐朝天祐年號。

## 改元
- 天復四年——閏四月十一日，改元天祐元年。[6][7][8]
- 天祐四年——四月十八日，朱溫即位為皇帝。二十二日，建立後梁，有制書改元開平元年。[9][10][11]

## 紀年

### 唐朝
| 天祐 | 元年  | 2年   | 3年   | 4年   |
| ---- | ----- | ----- | ----- | ----- |
| 公元 | 904年 | 905年 | 906年 | 907年 |
| 干支 | 甲子  | 乙丑  | 丙寅  | 丁卯  |

### 吳越
| 天祐 | 4年   |
| ---- | ----- |
| 公元 | 907年 |
| 干支 | 丁卯  |

### 吳
| 天祐 | 4年   | 5年   | 6年   | 7年   | 8年   | 9年   | 10年  | 11年  | 12年  | 13年  |
| ---- | ----- | ----- | ----- | ----- | ----- | ----- | ----- | ----- | ----- | ----- |
| 公元 | 907年 | 908年 | 909年 | 910年 | 911年 | 912年 | 913年 | 914年 | 915年 | 916年 |
| 干支 | 丁卯  | 戊辰  | 己巳  | 庚午  | 辛未  | 壬申  | 癸酉  | 甲戌  | 乙亥  | 丙子  |
| 天祐 | 14年  | 15年  | 16年  |       |       |       |       |       |       |       |
| 公元 | 917年 | 918年 | 919年 |       |       |       |       |       |       |       |
| 干支 | 丁丑  | 戊寅  | 己卯  |       |       |       |       |       |       |       |

### 前晉
| 天祐 | 4年   | 5年   | 6年   | 7年   | 8年   | 9年   | 10年  | 11年  | 12年  | 13年  |
| ---- | ----- | ----- | ----- | ----- | ----- | ----- | ----- | ----- | ----- | ----- |
| 公元 | 907年 | 908年 | 909年 | 910年 | 911年 | 912年 | 913年 | 914年 | 915年 | 916年 |
| 干支 | 丁卯  | 戊辰  | 己巳  | 庚午  | 辛未  | 壬申  | 癸酉  | 甲戌  | 乙亥  | 丙子  |
| 天祐 | 14年  | 15年  | 16年  | 17年  | 18年  | 19年  | 20年  |       |       |       |
| 公元 | 917年 | 918年 | 919年 | 920年 | 921年 | 922年 | 923年 |       |       |       |
| 干支 | 丁丑  | 戊寅  | 己卯  | 庚辰  | 辛巳  | 壬午  | 癸未  |       |       |       |

### 岐
| 天祐 | 19年  | 20年  | 21年  |
| ---- | ----- | ----- | ----- |
| 公元 | 922年 | 923年 | 924年 |
| 干支 | 壬午  | 癸未  | 甲申  |

### 契丹
| 天祐 | 4年   | 5年   | 6年   | 7年   | 8年   | 9年   | 10年  | 11年  | 12年  | 13年  |
| ---- | ----- | ----- | ----- | ----- | ----- | ----- | ----- | ----- | ----- | ----- |
| 公元 | 907年 | 908年 | 909年 | 910年 | 911年 | 912年 | 913年 | 914年 | 915年 | 916年 |
| 干支 | 丁卯  | 戊辰  | 己巳  | 庚午  | 辛未  | 壬申  | 癸酉  | 甲戌  | 乙亥  | 丙子  |

## 同期存在的其他政权年号
- 中國
  - 開平（907年－911年）：后梁—太祖朱全忠的年号
  - 乾化（911年－915年）：後梁—朱全忠、朱友貞之年號
  - 鳳曆（913年）：後梁—朱友珪之年號
  - 貞明（915年－921年）：後梁—朱友貞之年號
  - 應天（911年－913年）：燕—劉守光之年號
  - 天寳（908年－912年）：吳越—錢鏐之年號
  - 乾亨（917年－925年）：南漢—劉龑之年號
  - 天復（907年－908年）：前蜀—王建尊奉之年號
  - 武成（908年－910年）：前蜀—王建之年號
  - 永平（911年－915年）：前蜀—王建之年號
  - 通正（916年）：前蜀—王建之年號
  - 天漢（917年）：前蜀—王建之年號
  - 光天（918年）：前蜀—王建之年號
  - 乾德（919年－924年）：前蜀—王衍之年號
  - 天復（907年－922年）：岐国—李茂贞尊奉之年号
  - 安國（903年－909年）：大長和—鄭買嗣之年號
  - 孝治（910年－914年）：大長和—鄭仁旻之年號
  - 天瑞景星（915年－916年）：大長和—鄭仁旻之年號
  - 安和（917年－920年）：大長和—鄭仁旻之年號
  - 貞祐（921年－924年）：大長和—鄭仁旻之年號
  - 初曆（925年－926年）：大長和—鄭仁旻之年號
  - 神册（916年－922年）：契丹—耶律阿保機之年號
  - 天赞（922年－926年）：契丹—耶律阿保機、耶律德光之年號
  - 同慶（912年－966年）：于闐—尉遲烏僧波之年號
- 朝鮮半島
  - 正開（901年—936年）：後百濟—甄萱、甄神劍之年號
  - 武泰（904年－905年）：後高句麗—弓裔之年號
  - 聖冊（905年－911年）：後高句麗—弓裔之年號
  - 永德萬歲（911年－914年）：後高句麗—弓裔之年號
  - 政開（914年－918年）：後高句麗—弓裔之年號
  - 天授（918年－933年）：高麗—太祖王建之年號
- 日本
  - 延喜（901年－923年）：平安時代—醍醐天皇之年號
  - 延長（923年－931年）：平安時代—醍醐天皇、朱雀天皇之年號

## 深入閱讀
- 李崇智. . 北京: 中華書局. 2004年12月. ISBN 7101025129.
- 鄧洪波. . 臺北: 國立臺灣大學東亞經典與文化研究計劃. 2005年3月  [2022-01-03]. ISBN 9789860005189. （原始内容 (pdf)存档于2007-08-25）.

## 參看
- 中國年號索引
- 其他时期使用的天祐年号

| 前一年號： 天復 | 唐朝年号 天祐 | 下一年號： 后梁：開平 |

| 前一年號： -- | 吳越年號 天祐 | 下一年號： 天宝 |

| 前一年號： -- | 南吳年號 天祐 | 下一年號： 武义 |

| 前一年號： 天復 | 前晉年號 天祐 | 下一年號： 後唐：同光 |

| 前一年號： 天復 | 岐年號 天祐 | 下一年號： -- |

| 前一年號： -- | 契丹年號 天祐 | 下一年號： 神册 |